# Muhammad Bahari
Muhammad Bahari, Mohamed Bahari (ur. 29 czerwca 1976) − algierski bokser, medalista olimpijski.

## Kariera amatorska
W 1995 r. zdobył złoty medal na Igrzyskach Afrykańskich w Harare. W finale pokonał Namibijczyka Sackeya Shivute'a. W 1996 r., Bahari startował na igrzyskach olimpijskich. W 1/16 finału pokonał Bahamczyka Marcusa Thomasa, w 1/8 finału pokonał reprezentanta Gruzji Akakiego Kakauridzego, awansując do ćwierćfinału. W ćwierćfinale pokonał reprezentanta Irlandii Briana Magee, pokonując go na punkty (15:9). Bahari przegrał dopiero swoją półfinałową walkę, ulegając po dogrywce reprezentantowi Turcji Malikowi Beyleroğlu.